# Iván Castillo
Iván Sabino Castillo Salinas (ur. 11 lipca 1970 w Coripacie) – piłkarz boliwijski grający podczas kariery na pozycji obrońcy.

## Kariera klubowa
Iván Castillo karierę piłkarską rozpoczął w klubie Club Bolívar. W 1990 roku zadebiutował w jego barwach w pierwszej lidze boliwijskiej. Z Bolívarem czterokrotnie zdobył mistrzostwo Boliwii w 1991, 1992, 1994 i 1996.
W 1997 wyjechał do Argentyny, gdzie został zawodnikiem pierwszoligowego klubu Gimnasia y Esgrima Jujuy. W 1999 roku powrócił do Bolívaru. W 2002 roku został z nim mistrzem kraju. W 2003 przeszedł do lokalnego rywala - The Strongest. Z The Strongest trzykrotnie wygrał turnieje mistrzowskie: mistrzostwo Apertury w 2003 i dwa mistrzostwa Clausury w 2003 i 2004.
Lata 2005-2006 Castillo spędził w La Paz FC, z którego powrócił do Bolívaru, w którym zakończył karierę w 2007. Ogółem w latach 1990-2007 rozegrał w lidze boliwijskiej 393 mecze, w których zdobył 30 bramek.

## Kariera reprezentacyjna
W reprezentacji Boliwii Castillo zadebiutował 1993 roku. W wystąpił na turnieju Copa América 1993. Na turnieju w Ekwadorze był rezerwowym i nie wystąpił w żadnym meczu. W 1995 po raz drugi uczestniczył w Copa América. Podobnie jak dwa lata wcześniej, również na turnieju w Urugwaju Castillo był rezerwowym i nie wystąpił w żadnym meczu.
Trzeci raz w Copa América Castillo wystąpił w 1997. Na turnieju odbywającym się w rodzinnej Bolwii, Castillo z kolegami wywalczyli wicemistrzostwo kontynentu. W turnieju Castillo wystąpił jedynie w dwóch pierwszych meczach z Wenezuelą i Peru. W 1999 po raz ostatni uczestniczył w Copa América. Na turnieju w Paragwaju Castillo wystąpił we wszystkich trzech meczach z Paragwajem, Peru i Japonią. W tym samym roku uczestniczył również w Pucharze Konfederacji 1999. Na turnieju w Meksyku Castillo wystąpił w dwóch meczach z Egiptem i Meksykiem.
Ogółem w kadrze narodowej od 1993 do 2000 roku rozegrał 36 meczów. W reprezentacji występował wraz ze swoim starszym bratem Ramirem, który 18 października 1997 popełnił samobójstwo.